# الزغرور (ذي السفال)

تعديل مصدري - تعديل

الزغرور هي إحدى قرى عزلة الحبلة بمديرية ذي السفال التابعة لمحافظة إب، بلغ تعداد سكانها 1010 نسمة حسب تعداد اليمن لعام 2004.